# سولوی

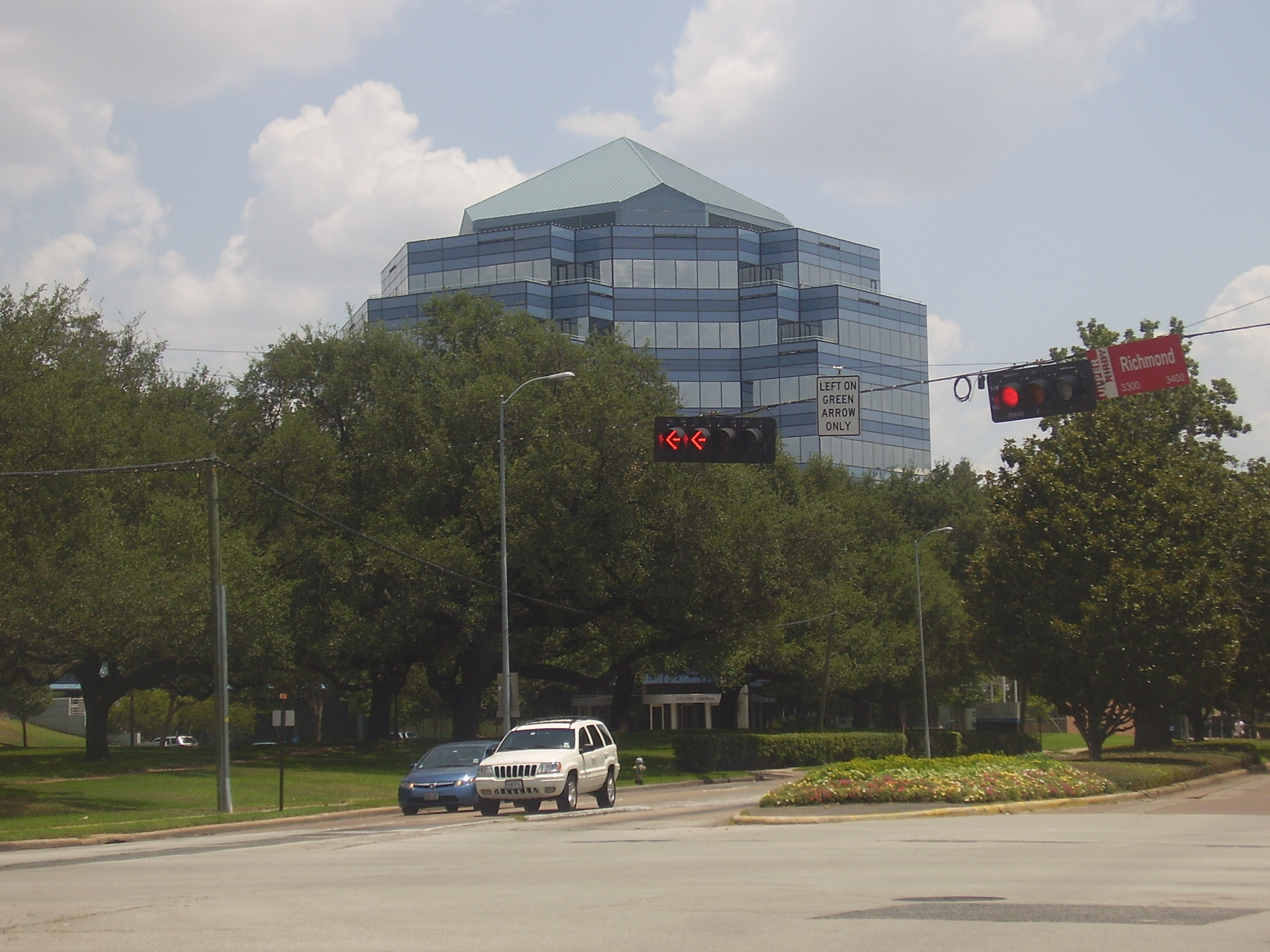
ساختمان مرکزی شرکت سولوی در شهر بروکسل

سولوی (به فرانسوی: Solvay) شرکت شیمیایی بلژیکی است، که در سال ۱۸۶۳ تأسیس شد. دفتر مرکزی این شرکت در شهر بروکسل، بلژیک قرار دارد.
در سال ۲۰۱۱ شرکت سولوی درآمدی بالغ بر ۱۲ میلیارد یورو کسب نمود و سود خالصی برابر ۲٫۱ میلیارد یورو را عاید این شرکت نمود. شمار کارکنان شرکت سولوی، بیش از ۳۰ هزار نفر برآورد شده‌است، که در ۵۵ کشور جهان فعالیت می‌کنند.

## منابع

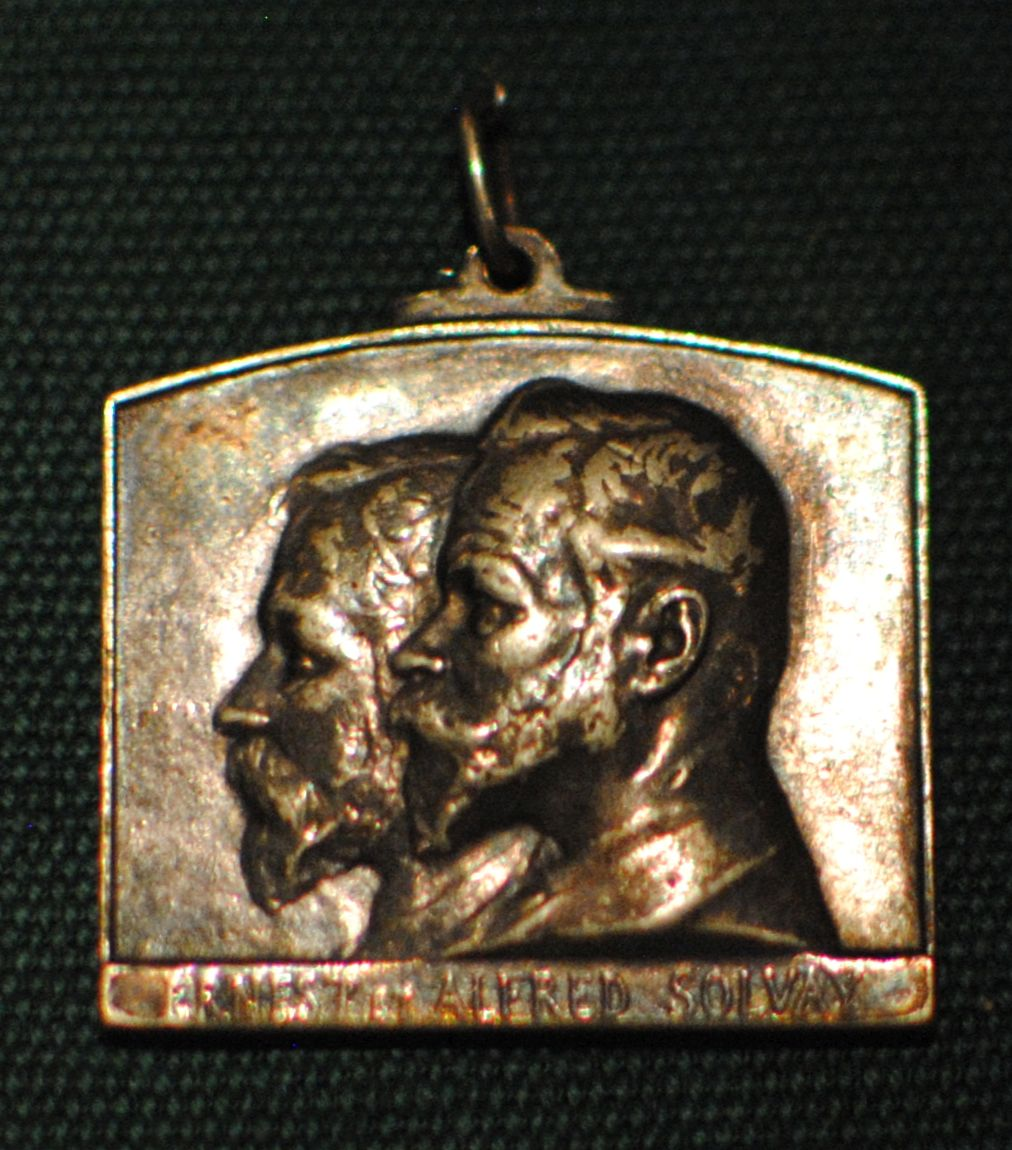
Medal cast in 1913 to commemorate the 50th anniversary of Solvay and Company. Text (in French) reads "Ernest et Alfred Solvay".